# Produkcja seryjna
Produkcja seryjna – typ produkcji, w którym liczba wyrobów wykonywanych jednorazowo jest większa i tworzy tzw. partię lub serię. Produkcja seryjna może być niepowtarzalna, czyli jednorazowa, lub powtarzalna w okresie powtarzalności. Okresy powtarzalności mogą być jednakowe, np. co miesiąc lub co kwartał, albo zmienne nieregularne może to być produkcja seryjna rytmiczna lub nierytmiczna.
Rozróżnia się produkcję mało-, średnio- lub wielkoseryjną.